# Костылёв, Евгений Арсентьевич
Евге́ний Арсе́нтьевич (Арсе́ньевич) Костылёв (5 января 1914 — 22 февраля 1961) — командир 152-го гвардейского истребительно-противотанкового артиллерийского Раздельнянского ордена Кутузова полка 4-го гвардейского кавалерийского Кубанского казачьего корпуса 2-го Украинского фронта, гвардии майор, Герой Советского Союза, участник Великой Отечественной войны.

## Биография
Родился 23 декабря 1913 (5 января 1914) г. в Москве. В 1923 году с семьёй переехал в Краснодар. В 1929 году окончил экстерном седьмую Советскую трудовую школу (ныне — МБОУ Гимназия № 36 МО город Краснодар). Поступил в Краснодарский Институт Селекции Семеноводства, окончил на отлично и после окончания получил приглашение на работу в ВУЗе.

### Служба в армии
В Красной Армии в 1939-40 гг. и с июня 1941 г. В боях Великой Отечественной войны с августа 1942 г. Приняв под своё командование истребительно-противотанковый артиллерийский полк, Е. А. Костылев проявил лучшие качества командира в ходе Одесской наступательной операции, когда его гвардейцы-артиллеристы в начале апреля 1944 г., в составе конно-механизированной группы 3-го Украинского фронта, приняли активное участие в освобождении от гитлеровцев крупного железнодорожного узла
Раздельная (с 1957 г. — город, районный центр) Одесской области Украины. Затем были бои на территории Венгрии и Чехословакии. 24 июня 1945 года был участником Парада Победы в городе-герое Москва.

### Подвиг
Командир 152-го гвардейского Раздельнянского ордена Кутузова III степени истребительно-противотанкового артиллерийского полка гвардии майор Евгений Костылев умело организовал действия вверенного ему полка в боях в районе населённого пункта Тепе. Воины-артиллеристы гвардейского истребительно-противотанкового артиллерийского полка под командованием Е. А. Костылева в период с 6-го по 28 октября 1944 г. уничтожили четырнадцать танков, одиннадцать бронемашин, двадцать пять орудий, большое количество живой силы противника.
Указом Президиума Верховного Совета СССР от 10 апреля 1945 г. за умелое командование артиллерийским полком, образцовое выполнение боевых заданий командования на фронте борьбы с немецко-фашистскими захватчиками и проявленные при этом мужество и героизм гвардии майору Костылеву Евгению Арсентьевичу присвоено звание Героя Советского Союза с вручением ордена
Ленина и медали «Золотая Звезда» (№ 7392).

### После службы в армии
С 1946 г. гвардии подполковник Костылев Е. А. — в запасе, демобилизован по ранению. Жил в городе Краснодаре. Защитил диссертацию на соискание учёной степени кандидата сельскохозяйственных наук, стал доцентом кафедры мелиорации Кубанского сельскохозяйственного института. Затем работал научным сотрудником на селекционной станции «Маяк» в Тахтамукайском районе Адыгейской автономной области (ныне Республика Адыгея).
Скончался 22 февраля 1961 г. Похоронен в Краснодаре на Всесвятском кладбище.

## Награды
- орден Ленина[2];
- два ордена Красного Знамени;
- орден Отечественной войны II степени;
- орден Александра Невского;
- орден Красной Звезды;
- медаль «За победу над Германией в Великой Отечественной войне 1941—1945 гг.» (9 мая 1945[3]);
- медаль «30 лет Советской Армии и Флота»[4];
- юбилейная медаль «40 лет Вооружённых Сил СССР»[5].
- медалями.

## Память
Решением Краснодарского городского исполкома от 27 апреля 1965 улица Прогонная переименована в улицу имени Костылёва Е.А. Установлены мемориальные доски на доме, в котором проживал Костылёв, и на здании гимназии № 36, в которой он учился.
МАОУ СОШ № 35 г. Краснодара носит имя героя Советского Союза Евгения Арсентьевича Костылёва. Также в школе установлены доска почёта и парта героя с биографией Евгения Арсентьевича.